# Alluaudomyia inaequalis
Alluaudomyia inaequalis är en tvåvingeart som beskrevs av Wirth och Mercedes Delfinado 1964. Alluaudomyia inaequalis ingår i släktet Alluaudomyia och familjen svidknott. Inga underarter finns listade i Catalogue of Life.